# Озерне (Майминський район)
Озе́рне (рос. Озёрное) — село Майминського району, Республіка Алтай Росії. Входить до складу Манжерокського сільського поселення.
Населення — 151 особа (2015 рік).